# Meer en Bosch (Heemstede)
Meer en Bosch is een klein achttiende-eeuws landhuis in Heemstede, dat is aangewezen als rijksmonument.

## Geschiedenis
In de zeventiende eeuw stond hier een huis met boomgaard, genaamd het Paradijs. In 1668 werd de buitenplaats uitgebreid door de aankoop van een boerderij die ten zuiden van het huis lag. In 1807 kreeg de buitenplaats de naam Meer en Bosch.

### Zorginstelling
In 1882 werd de voormalige buitenplaats door de Christelijke Vereniging voor de Verpleging van Lijders aan de vallende ziekte ingericht als centrum voor de huisvesting van epilepsiepatiënten. In 1883 werden de eerste de groep van acht jongens hier gehuisvest. De vereniging bouwde in de loop der tijd meerdere accommodaties voor de opvang van patiënten op het terrein van de voormalige buitenplaats. 
Opvolger van de vereniging is Stichting Epilepsie Instellingen Nederland die het gebouw nog steeds in gebruik heeft.
Berkenrode  ·  Bosbeek · Hartekamp · Huis te Manpad · Ipenrode · Kennemeroord · Meer en Bosch · Oud-Berkenroede